# Arado Ar 196
O Arado Ar 196 foi um hidroavião de reconhecimento e patrulha marítima, utilizado pela Alemanha nazista durante a Segunda Guerra Mundial.
Fabricado pela fábrica de aviões Arado, o Ar 196 serviu ao longo da costa marítima de toda Europa ocupada pelos alemães, em missões de patrulha e reconhecimento.
O Ar 196 também eram os aviões de reconhecimento que os poderosos encouraçados alemães Bismarck e Tirpitz carregavam e lançavam de suas catapultas, tendo cada um desses encouraçados 4 Ar 196 embarcados, o aparelho também em algumas ocasiões foi usado na luta contra partisans.

## História
O Ar 196 foi projetado no fim de 1936 como sucessor do Heinkel He 50, hidroavião de patrulha e reconhecimento, lançado por catapulta, embarcado em navios de guerra alemães.
O Ar 196 foi construído inicialmente a partir de cinco protótipos (três com trem de pouso com flutuador central e dois, com dois flutuadores), dos quais o voo inaugural foi no verão europeu de 1938.
|  |

A versão com dois flutuadores foi escolhida como modelo de produção para o Ar 196A, que entrou em serviço no outono europeu de 1939 com variantes, como o modelo pré-produção Ar 196A-0; o modelo linha-base Ar 196A-1 com duas metralhadoras fixas de tiro frontal; o modelo aprimorado Ar 196A-2 com dois canhões fixos de tiro frontal de 20mm; o Ar 196A-3, modelo de maior produção estruturalmente reforçado; o Ar 196A-4 com equipamento adicional de rádio; e o Ar 195A-5 com armamento revisado.
Houve também cinco aeronaves de pré-produção Ar 196B-0 com trem de pouso com flutuador central.